# Teri Polo
Teri Polo, właśc. Theresa Elizabeth Polo (ur. 1 czerwca 1969 w Dover) – amerykańska aktorka filmowa i telewizyjna.

## Życiorys
Przez dwanaście lat, począwszy od piątego roku życia, trenowała balet. Jako trzynastolatka uczęszczała do New York's School of American Ballet. Po odniesieniu zwycięstwa w konkursie piękności w wieku 17 lat przeniosła się do Nowego Jorku, by tam rozpocząć karierę aktorską.
Wystąpiła gościnnie w wielu serialach telewizyjnych, m.in. Przystanek Alaska, Felicity, Wzór i Frasier. W 1990 wystąpiła jako Christine Daaé w miniserialu Upiór w operze, opartym na powieści Gastona Leroux. Wcielała się w postacie detektyw Ash w serialu stacji FOX Potępieniec (1998–1999) oraz Helen Santos w serialu stacji NBC Prezydencki poker (1999–2006). W sitcomie ABC Randka z gwiazdą (2003) grała główną rolę kapryśnej aktorki Alex Young. Nauczycielkę szkolną Pam Byrnes zagrała w komedii Poznaj mojego tatę (2000) oraz w jej kolejnych częściach: Poznaj moich rodziców (2004) i Poznaj naszą rodzinkę (2010).
W 2016 zagrała w filmie Bandyci i aniołki.

## Życie prywatne
W kwietniu 1997 poślubiła fotografa Anthony'ego Moore'a. W 2002 urodziła syna Griffina. Rok później para wystąpiła o rozwód. W 2004 Polo poznała bębniarza Jamiego Wollama, członka zespołów muzycznych Avion i Venice. 20 grudnia 2007 w Los Angeles urodziła córkę Bailey.